# 120038 Франланшер
120038 Франланшер (120038 Franlainsher) — астероїд головного поясу, відкритий 26 січня 2003 року.
Тіссеранів параметр щодо Юпітера — 3,557.